# K-League de 2012
A K-League de 2012 foi a 30º edição da principal divisão de futebol na Coreia do Sul, a K-League. A liga começou em fevereiro e terminou em dezembro de 2012. 
Dezesseis times participaram da liga. O FC Seoul foi o campeão pela primeira vez.